# Prijs voor Meesterschap
De Prijs voor Meesterschap is een vijfjaarlijkse prijs die afwisselend wordt toegekend aan een historicus (geschied- en oudheidkunde), een schrijver (schone letteren) en een taal/letterkundige voor in de loop van de tijd bewezen meesterschap. De prijs werd in 1920 ingesteld door de Maatschappij der Nederlandse Letterkunde.

## Gelauwerden
- 2024: Miriam Van hee voor haar gehele poëzie-oeuvre
- 2019: Ilja M. Veldman voor haar gehele wetenschappelijke oeuvre
- 2014: Roland Willemyns voor zijn gehele wetenschappelijke oeuvre
- 2009: Gerrit Kouwenaar voor zijn gehele oeuvre
- 2004: Ivo Schöffer voor zijn gehele wetenschappelijke oeuvre
- 1999: Wim Gerritsen voor zijn gehele wetenschappelijke oeuvre
- 1994: Hugo Claus voor zijn gehele oeuvre
- 1989: Ernst Heinrich Kossmann voor zijn gehele wetenschappelijke oeuvre
- 1984: C.C. de Bruin voor zijn gehele wetenschappelijke oeuvre
- 1979: Ida Gerhardt voor haar gehele oeuvre
- 1974: B.H. Slicher van Bath voor studies op het gebied van de geschiedenis
- 1969: Maurits Gysseling voor studies op het gebied van de taalkunde
- 1964: Simon Vestdijk voor zijn gehele oeuvre
- 1959: François Louis Ganshof voor studies op het gebied van de geschied- en oudheidkunde
- 1954: Moritz Schönfeld voor studies op het gebied van de taalkunde
- 1950: Jan Steffen Bartstra voor studies op het gebied van de geschiedenis
- 1939: Wobbe de Vries voor studies op het gebied van de taalkunde
- 1934: Henriette Roland Holst voor haar gehele oeuvre
- 1931: A.E. van Giffen voor De Hunebedden in Nederland en Die Bauart der Einzelgräber
- 1925: P.C. Boutens voor Zomerwolken
- 1921: Jacobus van Looy voor Jaapje